# امامزاده مهدی صالح
امامزاده مهدی صالح مربوط به سدهٔ ۸ ه.ق است و در شهرستان دره‌شهر، بخش مرکزی، روستای ماژین واقع شده و این اثر در تاریخ ۵ آذر ۱۳۸۰ با شمارهٔ ثبت ۴۳۱۱ به‌عنوان یکی از آثار ملی ایران به ثبت رسیده است.